# Алиса в Стране чудес (фильм, 2010)
«Али́са в Стране́ чуде́с» (англ. Alice in Wonderland) — фэнтезийно-приключенческий фильм 2010 года, снятый Тимом Бёртоном по сценарию Линды Вулвертон с участием Мии Васиковской, Джонни Деппа, Хелены Бонэм Картер, Энн Хэтэуэй, Криспина Гловера, Майкла Шина и Стивена Фрая.
В этом фильме была последняя актёрская роль Майкла Гофа; он умер через год после его выпуска в возрасте 94 лет.
Фильм представляет собой вольное переосмысление сказок Льюиса Кэрролла «Алиса в Стране чудес» и «Алиса в Зазеркалье». Сам Бёртон рассказал, что сказки Кэрролла всегда были историями о девочке, ходящей от одного персонажа к другому, и он не чувствовал эмоционального взаимодействия, поэтому он хотел, чтобы его творение было настоящей историей, а не просто последовательностью событий. Он не считает его продолжением предыдущих фильмов или ремейком.
В фильме Алисе уже 19 лет. Случайным образом она возвращается в Страну чудес, где она была 13 лет назад. Ей говорят, что она единственная, кто может победить Бармаглота — дракона, находящегося во власти Красной королевы. Техника фильма использует сочетание актёрской игры и анимации.

## Сюжет
Повзрослевшая Алиса почти забыла о приключениях, произошедших с ней в Зазеркалье и Стране чудес. Ей 19 лет, и она вот-вот должна выйти замуж (так договорились её родители) за не особо симпатичного ей Хэмиша, сына лорда Эскота. Приглашённая на праздник, на деле оказывающийся замаскированной помолвкой, в момент предложения ей руки и сердца Алиса замечает Белого Кролика. Он одет в камзол и постоянно смотрит на карманные часы. Кролик увлекает девушку в нору, на другом конце которой ждёт странный мир, снившийся ей уже давно. Однако Алиса практически до конца фильма считает, что всё вокруг остаётся её сном.
Вскоре после того, как Алиса встретила мышь Соню и чудаковатых братьев-близнецов Труляля и Траляля, а также птицу Додо, ей открывают будущее в этой стране. Её приводят к гусенице Абсолему, курящему кальян, и показывают волшебный свиток Оракулум, где написана вся история Подземелья, или точнее Страны чудес. В нём написано, что в особый Бравный День Алисе предстоит схватка со свирепым драконом Бармаглотом. Она не уверена в своих силах, но остальные (кроме Сони, утверждающей, что это «не та Алиса») и слышать не хотят о любом сомнении с её стороны.
Однако не только жители волшебной страны хотят видеть Алису, встречу с ней давно планирует правящая Красная Королева — одна из двух сестёр-королев. Она посылает за Алисой своего слугу и главного охранника, Валета Червей. Вместе с отрядом солдат-карт и огромным монстром Брандашмыгом он нападает на Алису и сопровождающих её героев. Солдаты ловят Белого Кролика и птицу Додо, а Брандашмыг почти настигает Алису, однако в последний момент её спасает Соня, выколовшая Брандашмыгу глаз. Валет Червей захватывает Оракулум, но Алисе вместе с близнецами и отставшей от них Соней удаётся сбежать.
Вскоре братцев-близнецов похищает ещё один монстр на службе Красной Королевы — птица Цуп-Цуп, и Алиса остаётся одна. Она не знает, куда идти, но через некоторое время перед ней появляется вечно улыбающийся и способный исчезать в любой момент Чеширский Кот. Так же, как и все до него, он интересуется, та ли это Алиса или нет, на что Алиса отвечает, что единого мнения нет. Чеширский Кот предлагает ей познакомиться с Безумным Шляпником и Мартовским Зайцем, на что Алиса соглашается и следует за ним.
Тем временем Валет доставляет Красной Королеве Оракулум и показывает в нём события Бравного дня. Красная Королева видит, что Алиса может сразить Бармаглота, и требует, чтобы Валет нашёл и убил Алису. Тот берёт с собой гончую Баярда и отправляется в погоню. В это время Алиса вместе с Чеширским Котом прибывает на Безумное чаепитие, где она видит Соню и знакомится с Шляпником и Мартовским Зайцем. Они раскрывают ей правду о Красной Королеве — в погоне за властью «кровавая ведьма», как предпочитают её называть противники, убила многих мирных жителей с помощью своего «зайки Бармаглотика».
Погоня снова настигает Алису и обретённых друзей. Шляпник помогает ей бежать, но сам попадает в руки Красной Королевы. Вопреки всеобщим ожиданиям, Алиса, успевшая изменить рост до нескольких дюймов, отправляется освобождать Шляпника верхом на Баярде, вставшем на её сторону. Во дворе дворца Красной Королевы Алиса успевает снова изменить рост, и теперь она выше на голову любого жителя волшебной страны. Королева просит её представиться и приветствует её как Ам.
Во дворце Алиса видит близнецов и захваченного Шляпника. Она узнаёт, что Валет влюблён в «столь высокую девушку» и что Бармаглота можно сразить только Вострым мечом. Белый Кролик крадёт у Красной Королевы книгу и узнаёт, что Вострый меч находится здесь же, под охраной Брандашмыга. Алисе удаётся подружиться с Брандашмыгом, вернув ему глаз, выколотый в прежней стычке Соней, и забрать с собой Вострый меч.
Она пытается освободить Шляпника вместе с прибывшей за тем же Соней, однако в этот момент в комнату врывается Валет. Как оказалось, Королева, узнав о приставаниях Валета к «Ам», требует от него объяснений. Тот убеждает Королеву в том, что виновата сама Ам, вследствие чего Королева приказывает казнить её. Валет нападает на Алису, но её защищают Шляпник и Соня, причём Соня случайно называет её по имени. Прихватив Вострый меч, Алиса бежит из замка на Брандашмыге в Мраморию к Белой Королеве — сестре Красной Королевы (по аналогии с картами и шахматами).
Белая Королева тепло встречает гостью, возвращает ей нормальный рост и предлагает сразиться с Бармаглотом, но Алиса боится будущего. В саду она встречает Абсолема, который всё так же допытывается у Алисы, кем же она себя считает: той или другой Алисой. Шляпника и Соню собираются казнить, однако неожиданно их спасает Чеширский Кот, принявший образ Шляпника и исчезнувший с плахи за миг до того, как топор опустился на его шею, после чего появился в воздухе в виде одной лишь головы.
Освобождённый Шляпник пытается убедить подданных Королевы восстать против «кровавой ведьмы», однако та спускает на них птицу Цуп-Цуп. Чешир, Шляпник и Соня спасают Траляля и Труляля, Белого Кролика и семью Баярда, после чего бегут в Мраморию. Шляпник рад повстречаться с Алисой, которая вернулась в прежнее состояние. Она всё так же считает, что всё вокруг неё — сон, но теперь она уже сожалеет, что все (и в частности Шляпник) нереальны.
На следующий день все убеждают её, что только она способна сразить Бармаглота. Алиса отказывается и бежит в замковый сад. Там она встречает окукливающегося Абсолема и говорит, что она «та самая Алиса». Абсолем подтверждает это, а заодно помогает Алисе наконец понять, что это не сон и что она уже была прежде в Стране чудес. Алиса надевает доспехи и объявляет, что согласна биться с Бармаглотом. Кульминацией фильма служит сражение армий Красной и Белой Королев на шахматной доске (видимо, у Мрамории) с участием призванного Королевой Бармаглота.
Сначала в бой вступают только Алиса и Бармаглот, однако последний начинает побеждать, и тогда Шляпник отвлекает его, воткнув меч ему в хвост. Красная Королева кричит, что это не по правилам, и отправляет всю свою армию вместе с Валетом и Цуп-Цуп в бой. Начинается битва. Шляпник вступает в сражение с Валетом, а Баярд и Соня верхом на нём совместными усилиями убивают Цуп-Цуп. В итоге Шляпник побеждает Валета, а Алиса обезглавливает Бармаглота.
После этого армия Красной Королевы отказывается служить своей госпоже. Чеширский Кот снимает с её головы корону и отдаёт Белой Королеве. Последняя, получив корону, первым же делом отправляет Красную Королеву в ссылку. Валет просит о снисхождении к нему, но получает отказ и отправляется в ссылку вместе с Красной Королевой. Шляпник танцует джигу-дрыгу — этот танец он специально берёг для Бравного Дня. Белая Королева даёт Алисе бутылочку с кровью Бармаглота, которая оказалась эликсиром, возвращающим домой. Шляпник просит её остаться. Алиса хотела бы сделать это, но ей пришлось ответить, что в том мире у неё остались неоконченные дела, и пообещала вернуться.
Шляпник сказал, что она опять забудет его, на что Алиса ответила, что его невозможно забыть. Дома она отказывается стать женой Хэмиша, говоря, что они не пара, но она готова сотрудничать с отцом незадачливого жениха. Алиса продолжает дело своего отца — торговлю и намерена открыть новые горизонты. Она отплывает на корабле в дальние страны. Отправляясь в одно из дальних путешествий, она видит Абсолема, превратившегося в бабочку, которую видела в одном из своих давних снов. Алиса приветствует его, бабочка слетает с её плеча, и девушка печально улыбается.

## В ролях
- Миа Васиковска — Алиса Кингсли[9]. При создании персонажа сценарист Линда Вулвертон внимательно изучила поведение девушек Викторианской эпохи и сделала характер Алисы противоположным ему[10]. Обозревательница журнала «The Independent» Лиз Хоггард назвала Алису образцом для подражания для девочек, описав её как «упрямую, смелую девушку с не слишком девчачьим характером»[10][11].
- Джонни Депп — Таррант Цилиндр, Безумный Шляпник[12]
- Хелена Бонэм Картер — Ирацибета фон Кримс, Красная Королева
- Энн Хэтэуэй — Мирана фон Мрамореал, Белая Королева[англ.]
- Криспин Гловер — Илосович Стейн, Валет Червей
- Мэтт Лукас — Траляля и Труляля
- Майкл Шин — Нивенс МакТвисп, Белый Кролик (озвучивание)
- Стивен Фрай — Чеширский Кот (озвучивание)
- Алан Рикман — Абсолем, Синяя Гусеница (озвучивание)
- Барбара Виндзор — Мальямкин, мышь Соня (озвучивание)
- Пол Уайтхаус — Тэкери Ирвикет, Мартовский Заяц (озвучивание)
- Тимоти Сполл — Баярд Хаммар (озвучивание)
- Мартон Чокаш — Чарльз Кингсли, отец Алисы
- Тим Пиготт-Смит — лорд Эскот, новый владелец торговой фирмы Кингсли
- Джон Сёрмэн — 1-й сослуживец
- Питер Мэттинсон — 2-й сослуживец
- Линдси Дункан — Хелен Кингсли, мать Алисы
- Джеральдин Джеймс — леди Эскот, жена лорда Эскота
- Лео Билл — Хэмиш, сын лорда Эскота и претендент на руку Алисы[13]
- Фрэнсис де ла Тур — Имогена, бредящая тётя Алисы[13]
- Джемма Пауэлл[англ.] — Маргарет Кингсли, сестра Алисы
- Джон Хопкинс[англ.] — Лоуэлл
- Элинор Гекс — Фэйт Чаттавэй, которая рассказала Алисе о помолвке
- Элинор Томлинсон — Фиона Чаттавэй, которая тоже рассказала Алисе о помолвке
- Ребекка Крукшэнк — эпизод
- Майкл Гоф — птица Додо (озвучивание)
- Имельда Стонтон — Высокие Цветы (озвучивание)
- Кристофер Ли — Бармаглот (озвучивание)
- Майри Элла Чаллен — 6-летняя Алиса[14]
- Холли Хоукинс — носатая фрейлина Красной Королевы
- Люси Давенпорт — ушастая фрейлина Красной Королевы
- Джоэль Светоу[англ.] — пузатый придворный Красной Королевы
- Джессика Ойелоуо — грудастая фрейлина Красной Королевы
- Этан Кон[англ.] — бородатый придворный Красной Королевы
- Ричард Алонзо[англ.] — лобастый придворный Красной Королевы
- Гарри Тейлор — капитан корабля
- Джим Картер — палач (озвучивание)

## Саундтреки

### Alice in Wonderland: Original Motion Picture Soundtrack
Музыку к фильму написал давно сотрудничающий с Бёртоном композитор Дэнни Эльфман. Альбом вышел 2 марта 2010 года и включает следующие композиции:
| №   | Название                     | Длительность |
| --- | ---------------------------- | ------------ |
| 1.  | «Alice's Theme»              | 5:07         |
| 2.  | «Little Alice»               | 1:34         |
| 3.  | «Proposal/Down the Hole»     | 2:58         |
| 4.  | «Doors»                      | 1:51         |
| 5.  | «Drink Me»                   | 2:48         |
| 6.  | «Into the Garden»            | 0:50         |
| 7.  | «Alice Reprise #1»           | 0:26         |
| 8.  | «Bandersnatched»             | 2:42         |
| 9.  | «Finding Absolem»            | 2:41         |
| 10. | «Alice Reprise #2»           | 0:38         |
| 11. | «The Cheshire Cat»           | 2:07         |
| 12. | «Alice and Bayard's Journey» | 4:04         |
| 13. | «Alice Reprise #3»           | 0:24         |
| 14. | «Alice Escapes»              | 1:07         |
| 15. | «The White Queen»            | 0:36         |
| 16. | «Only a Dream»               | 1:25         |
| 17. | «The Dungeon»                | 2:18         |
| 18. | «Alice Decides»              | 3:14         |
| 19. | «Alice Reprise #4»           | 1:01         |
| 20. | «Going to Battle»            | 2:41         |
| 21. | «The Final Confrontation»    | 1:41         |
| 22. | «Blood of the Jabberwocky»   | 2:37         |
| 23. | «Alice Returns»              | 3:14         |
| 24. | «Remember December»          | 3:55         |

### Almost Alice
Almost Alice — сборник песен разных музыкантов, вдохновлённых фильмом. Альбом также вышел 2 марта и включает следующие песни:
| №   | Название                | Исполнитель                     | Длительность |
| --- | ----------------------- | ------------------------------- | ------------ |
| 1.  | «Alice»                 | Аврил Лавин                     | 3:37         |
| 2.  | «The Poison»            | The All-American Rejects        | 3:54         |
| 3.  | «The Technicolor Phase» | Owl City                        | 4:27         |
| 4.  | «Her Name Is Alice»     | Shinedown                       | 3:40         |
| 5.  | «Painting Flowers»      | All Time Low                    | 3:26         |
| 6.  | «Where's My Angel»      | Metro Station                   | 3:30         |
| 7.  | «Strange»               | Tokio Hotel и Kerli             | 3:52         |
| 8.  | «Follow Me Down»        | 3OH!3 и Neon Hitch              | 3:24         |
| 9.  | «Very Good Advice»      | Роберт Смит                     | 3:00         |
| 10. | «In Transit»            | Марк Хоппус и Пит Венц          | 4:02         |
| 11. | «Welcome to Mystery»    | Plain White T's                 | 4:27         |
| 12. | «Tea Party»             | Kerli                           | 3:29         |
| 13. | «The Lobster Quadrille» | Franz Ferdinand                 | 2:09         |
| 14. | «Running Out of Time»   | Motion City Soundtrack          | 3:01         |
| 15. | «Fell Down a Hole»      | Wolfmother                      | 5:04         |
| 16. | «White Rabbit»          | Grace Potter and the Nocturnals | 2:42         |

## Создание
До прихода в проект Бёртона на роль Алисы рассматривалась Энн Хэтэуэй. Актриса отказалась, поскольку сочла, что образ главной героини слишком похож на её предыдущие роли. Однако её заинтересовала возможность работы с Бёртоном, и Хэтэуэй с удовольствием согласилась сыграть Белую Королеву. Все сцены с ней были сняты за 2 недели.
Съёмочный период составил 40 дней. Большинство съёмок велось на зелёном фоне. В «Фильме о фильме» актёры признались, что всё, кроме них, было зелёным. Все актёры озвучания записали реплики своих персонажей за день.
Пробы на роль Алисы проходила молодая актриса Дакота Блю Ричардс. Однако из-за разницы в возрасте (сценарий предусматривал 18-летнюю героиню) и ряда сюжетных поворотов, включающих романтическую линию между Алисой и Безумным Шляпником, 14-летней Блю Ричардс было отказано. Предполагалось также, что Алису сыграет 17-летняя Фрэнсис Бин Кобейн, дочь Курта Кобейна и Кортни Лав, однако девушка ответила отказом, сославшись на подготовку к поступлению в университет. В январе 2008 года Линдси Лохан добивалась главной роли.
Играющая Белую Королеву Энн Хэтэуэй черпала вдохновение в фильмах с участием Греты Гарбо и Глории Свенсон в роли Нормы Десмонд.
Костюм и рост Криспина Гловера полностью воспроизведены посредством компьютерной графики: на протяжении съёмок он ходил в зелёном CGI костюме и на ходулях, а в кадре от него только голова в повязке. Однако все движения переданы с точностью.[уточнить]
Когда в фильме главная героиня изменялась в размерах, ей необходимо было действовать с остальными участниками постановки на соответствующем уровне. Для этого использовались подставки и даже компьютерная анимация.
Танец Безумного Шляпника в финале придумал Рой Спенсер. Сцена в фильме включает в себя танец, исполняемый Роем, самим Джонни Деппом, а также анимационные фрагменты с компьютерной моделью тела Шляпника.

## Прокат
Мировая премьера фильма состоялась 25 февраля 2010 года в Лондоне, в кинотеатре Odeon.
На мировой премьере присутствовал Чарльз, принц Уэльский.
В Аргентине, Казахстане, России и Сингапуре фильм вышел в прокат 4 марта 2010 года, в Гане, Канаде и Польше — 5 марта 2010 года, во Вьетнаме, Индии и Финляндии — 12 марта 2010 года.
1 июня 2010 года фильм преодолел рубеж в $1 млрд по мировым сборам и стал шестой картиной в истории, которой это удалось.

## Влияние
Модный дом Viva Vox в 2011 году выпустил коллекцию одежды по мотивам фильма.

## Награды и номинации
| Награды и номинации | Награды и номинации                      | Награды и номинации                              | Награды и номинации | Награды и номинации |
| Награда             | Категория                                | Номинант                                         | Результат           |                     |
| ------------------- | ---------------------------------------- | ------------------------------------------------ | ------------------- | ------------------- |
| Оскар               | Лучшая работа художника-постановщика     | Роберт Стромберг Карен О’Хара                    | Победа              |                     |
| Оскар               | Лучший дизайн костюмов                   | Коллин Этвуд                                     | Победа              |                     |
| Оскар               | Лучшие визуальные эффекты                | Кен Ралстон Дэвид Шауб Кэри Вильегас Шон Филлипс | Номинация           |                     |
| Британская академия | Лучшая музыка к фильму                   | Дэнни Эльфман                                    | Номинация           |                     |
| Британская академия | Лучшие визуальные эффекты                | Кен Ралстон Дэвид Шауб Кэри Вильегас Шон Филлипс | Номинация           |                     |
| Британская академия | Лучший грим                              | Вэлли О’Райлли Пол Гух                           | Победа              |                     |
| Британская академия | Лучший дизайн костюмов                   | Коллин Этвуд                                     | Победа              |                     |
| Британская академия | Лучшая работа художника-постановщика     | Роберт Стромберг Карен О’Хара                    | Номинация           |                     |
| Золотой глобус      | Лучший фильм (комедия или мюзикл)        |                                                  | Номинация           |                     |
| Золотой глобус      | Лучшая мужская роль (комедия или мюзикл) | Джонни Депп                                      | Номинация           |                     |
| Золотой глобус      | Лучшая музыка к фильму                   | Дэнни Эльфман                                    | Номинация           |                     |
| Сатурн              | Лучший фильм-фэнтези                     |                                                  | Победа              |                     |
| Сатурн              | Лучшие костюмы                           | Коллин Этвуд                                     | Победа              |                     |
| Сатурн              | Лучший грим                              |                                                  | Номинация           |                     |
| Сатурн              | Лучшие спецэффекты                       |                                                  | Номинация           |                     |

## Сиквел
7 декабря 2012 года, журнал «Variety» объявил о разработке сиквела к фильму. Над сценарием для фильма также работала Линда Вулвертон. Фильм вышел в прокат в 2016 году.